# Mirza Begić
Mirza Begić (ur. 9 lipca 1985 roku w Bijeljinie) – słoweński koszykarz, pochodzenia bośniackiego, występujący na pozycji środkowego, obecnie zawodnik Petrolu Olimpija.
13 sierpnia 2017 został zawodnikiem irańskiego Petrochimi Bandar Imam Harbour

## Osiągnięcia

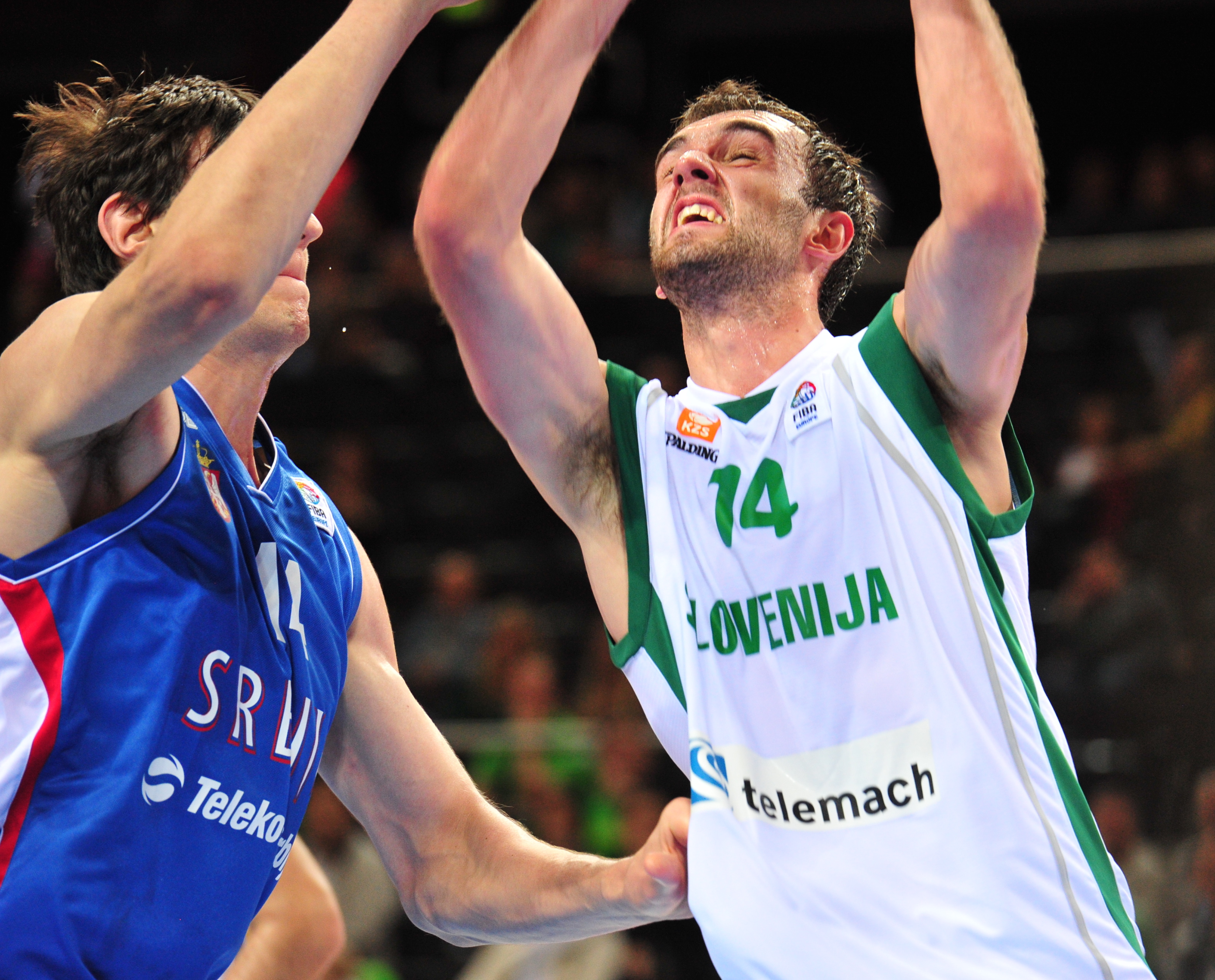
Becić w barwach reprezentacji Słowenii.

Stan na 6 stycznia 2019, na podstawie, o ile nie zaznaczono inaczej.

### Drużynowe
- Mistrz:
  - Interkontynentalnego Pucharu FIBA (2013)
  - ligi bałtyckiej (2010)
  - Słowenii (2008, 2009, 2018)
  - Hiszpanii (2013)
  - Chorwacji (2017)
- Wicemistrz:
  - Euroligi (2013)
  - ligi adriatyckiej (2017)
  - Litwy (2010)
  - Grecji (2014)
  - Hiszpanii (2012)
- Brąz:
  - ligi adriatyckiej (2008)
  - mistrzostw Słowenii (2007)
  - superpucharu Hiszpanii (2015)
  - pucharu Hiszpanii (2016)
- Zdobywca:
  - pucharu:
    - Słowenii (2008, 2009)
    - Hiszpanii (2012)
    - Chorwacji (2017)

  - superpucharu:
    - Hiszpanii (2012)
    - Słowenii (2007, 2008)
- Finalista:
  - pucharu Litwy (2010)
  - superpucharu Słowenii (2014)

### Indywidualne
- Uczestnik meczu gwiazd ligi:
  - słoweńskiej (2007, 2009)
  - litewskiej (2010)
- Lider w blokach:
  - Euroligi (2011)
  - Eurocup (2017)
  - ligi adriatyckiej (2007, 2009)

### Reprezentacja
- Uczestnik mistrzostw Europy:
  - 2011 – 7. miejsce, 2013 – 5. miejsce
  - U–20 (2005 – 10. miejsce)
- Lider w blokach mistrzostw Europy:
  - 2011
  - U–20 (2005)